# Poul Harboe-Christensen
Poul Søltoft Harboe-Christensen, född 16 januari 1879 i Odense, död 26 mars 1907 i Manhattan County, New York, var en dansk författare och friidrottare, löpare.

## Biografi
Harboe-Christensen emigrerade till USA med sin mor Ane Christensen, då han var nästan två år gammal, och bodde under sin barndom i New York och blev amerikansk medborgare.[när?] Han kom tillbaka till Danmark vid slutet av 1890-talet[när?] och bosatte sig i Köpenhamn, där han började springa för for Østerbro-klubben Københavns FF. Han vann, bara 19 år gammal, den svenska Dicksonpokalen 1898 och brons vid danska mästerskapet samma år på 1 engelsk mil med tiden 4:58,6. Samma år vann han också utom tävlan det norska mästerskapet på 1 500 meter på tiden 4:20,8.
En tid som aldrig blev officiellt erkänd som danskt rekord även om den var bättre än Axel Valdemar Hansens rekord på 4:35,0 satt samma år. Harboe-Christensens tid var också bättre än de tre officiellt erkända rekord som Kjeld Nielsen, Randrup Lindholt och Carl Jensen satte. Harboe-Christensens tid blev först överträffad 1911 då Oluf Madsen sprang på 4:19,4. Men Harboe-Christensen fick en plats i rekordböckerna då han 1898 förbättrade klubbkamraten Peter Sørensens danska rekord på 2 engelska mil med 6,6 sekunder till 10:32.4. Rekordet fick stå i två år till Peter Hansen, från Odense GF förbättrade det.
Som författare använde han namnet Paul Harboe. Han debuterade som författare 1900 med novellsamlingen In The Narrow Path och två år senare kom romanen The son of Magnus. Han skrev alla sina verk på engelska och de gavs ut på bokförlag i New York, vilket medförde att han gjorde flera resor fram och tillbaka över Atlanten. Han skrev också flera litterära artiklar i tidskrifterna The Bookman, The Outlook, Theatre Magazine och Harper's Weekly. År 1904 träffade han den ukrainskfödde judiska skådespelaren Malka Feige "Florence Malvini" Ceitlin och de gifte sig, men hon dog redan 7 september 1905 kort tid efter att hon hade fött deras dotter, som bara överlevde några timmar. Paul Harboe var på resa i Europa då dödsfallen inträffade. Kort efter[när?] gifte han sig med den svenska skådespelaren Gabrielle Tavaststjerna, född Kindstrand, som var änka efter den finländske författaren Karl August Tavaststjerna. Efter hans död ingick hon 1900 äktenskap med Raymond de Veldegg och de skilde sig.[när?] Äktenskapet med Paul Harboe, var hennes tredje. Tillsammans skrev de Människornas vägar på svenska och gav 1905 ut boken i Helsingfors. De bosatte sig en kort tid på Helgolandsgade 4 i Köpenhamn innan de flyttade till New York. I december 1905 bosatte de sig på 52 West 12th Street i stadsdelen Greenwich Village på Manhattan där han dog i mars 1907 bara 28 år gammal. Han hade då just blivit klar med sitt sista verk A Child's Story Of Hans Christian Andersen, en barnbok om den unge H.C. Andersens liv, som gavs ut en kort tid efter Harboes död. Vid hans begravning i New York hölls liktalet av den nederländsk-amerikanska poeten Leonard van Noppen. Gabrielle stannade i USA i mer än tio år och gifte om sig 1910 med bokutgivaren i New York Horatio Shafe Kraus.

## Personliga rekord
- 1 500 meter: 4:20,8 Skansemyren idrettsplass, Bergen, Norge 1898 (bästa danska tid 1898-1911, men aldrig officiellt erkänd som danskt rekord)
- 1 engelsk mil: 4:54.4 Stockholm, Sverige 1998
- 2 engelska mil: 10:32.4 1898 (danskt rekord 1998-1900)

### Svensk litteratur i engelsk översättning[14]
- "The Little Postilion" av Sophie Elkan
- "The Lion" av Per Hallström